# Franz Hawlata
Franz Hawlata (* 26. Dezember 1963 in Eichstätt) ist ein deutscher Opernsänger (Bassbariton).

## Leben
Franz Hawlata studierte nach dem Abitur am Eichstätter Gabrieli-Gymnasium zuerst Musikwissenschaft und anschließend Gesang an der Musikhochschule München und nahm Unterricht bei Ernst Haefliger, Hans Hotter und Erik Werba. Im Alter von 25 Jahren gab er sein Bühnendebüt am Staatstheater am Gärtnerplatz in München und wurde von 1988 bis 1990 dort Ensemblemitglied. Anschließend war er bis 1994 Ensemblemitglied am Landestheater Coburg.
Seine internationale Karriere begann 1992 mit Gastspielen in Lyon, Amsterdam, Cardiff und San Francisco. Seit 1994 ist er an der Wiener Staatsoper verpflichtet und sang dort unter anderem Partien wie Papageno, Leporello, Osmin, Figaro, Ochs, Pogner, Daland und Wozzeck. 1995 sang er erstmals den Baron Ochs von Lerchenau im Rosenkavalier an der Metropolitan Opera in New York. Bei den Salzburger Festspielen sang er den Osmin und den Don Alfonso. Bei den Bayreuther Festspielen wurde ihm 2007 die Rolle des Hans Sachs in Die Meistersinger von Nürnberg in der Neuinszenierung von Katharina Wagner übertragen. Weitere Engagements führten ihn u. a. an die Bayerische Staatsoper München, ans Teatro Real Madrid, Royal Opera House London, an die Staatsoper Unter den Linden, die Komische Oper Berlin, die Lyric Opera of Chicago und die Opéra National de Paris.
Franz Hawlata ist Vater zweier Kinder und wohnt in Riedering, Landkreis Rosenheim, Oberbayern.